# Liebherr LTM 11200-9.1
«LTM 11200-9.1» — самоходный стреловой кран с телескопической стрелой, производства немецкой компании Liebherr, установленный на специальное девятиосное шасси автомобильного типа.
Впервые был показан широкой публике на выставке Bauma 2007, став самым мощным краном с самой длинной телескопической стрелой в мире. В 2015 году эти рекорды были побиты автокранами, представленными на выставке Bauma China 2012: Zoomlion (Китай) «ZACB01» (грузоподъёмность 2000 т, 8-секционная телескопическая стрела длиной 106 метров) и XCMG (Китай) «XCA5000» (грузоподъёмность 1600 т, телескопическая стрела длиной 105 метров, с консольным удлинителем — 165,5 м).

## Описание
Кран используется, в основном, для установки тяжёлых грузов, например — ветрогенераторов.

## Технические характеристики
Основные грузоподъёмные характеристики крана приведены в карточке.

### Габариты
| Ширина ходовой части (без аутригеров) | 3000 мм             |
| Длина (трансп.) / Длина (раб.)        | 19939 мм / 28200 мм |
| Высота (трансп.) / Высота (раб.)      | 4000 мм / 4420 мм   |
| Длина крановой установки              | 20790 мм            |
| Общая высота                          | 4083 мм             |
| Масса (трансп.) / Масса (полная)      | 96 т / 108 т        |

## Конструкция
Кран состоит из неповоротной части (шасси) и поворотной, которые связаны между собой опорно-поворотным устройством, передающим нагрузки (грузовой момент, вертикальные и горизонтальные силы) от поворотной части на неповоротную, а также обеспечивает возможность вращения поворотной части относительно неповоротной.
Привод крана относится к типу многомоторных с индивидуальным приводом для передвижения шасси и рабочих механизмов.

### Неповоротная часть
Неповоротная часть — ходовое устройство и ходовая рама со смонтированными на ней четырьмя выносными гидравлическими аутригерами.

#### Ходовая рама
Ходовая рама представляет собой крутильно-жёсткую конструкцию из высокопрочной стали с мелкозернистой структурой. На раме установлены четыре встроенных аутригера с гидравлическими опорными цилиндрами, которые используются для увеличения опорного контура крана в рабочем положении и обеспечивают его устойчивость.

#### Ходовое устройство
Ходовое устройство — девятиосное специальное шасси автомобильного типа: 18 односкатных шин типа 14.00 R25. Колёсная формула — 18 × 8 / 18 . Управление задними мостами происходит в зависимости от скорости передвижения крана.
Приводной двигатель — дизельный 8-цилиндровый типа D9508 с водяным охлаждением, имеющий мощность 680 л.с. при 1900 об/мин (500 кВт) (в соотв. с требованиями DIN) с максимальным крутящим моментом 3125 Н·м при 1100—1500 об/мин. Двигатель имеет электронную систему управления, построенную по шинной архитектуре. Двигатель имеет собственный топливный бак объёмом 600 л.
Для передачи крутящего момента двигатель использует автоматическую коробку передач ZF, включающую преобразователь момента и тормоз-замедлитель. Коробка обеспечивает 12 передач переднего хода и 2 — заднего хода. Распределительная коробка снабжена блокируемым дифференциалом.
Ходовое устройство состоит из девяти тяжёлых мостов, имеющих подвеску и систему управления. Мосты 1, 2, 4 и 5 — планетарные. Второй и четвёртый имеют блокировку продольного дифференциала, а четвёртый и пятый — межколёсного. Подвеска — гидравлическая с автоматической регулировкой уровня. Подвеска имеет гидравлическую блокировку и выполняет выравнивание нагрузки на оси параллельных пар.
Управление передвижением осуществляется из кабины водителя, выполненной из оцинкованного стального листа с резиноэластичной подвеской. Система управления — гидравлическая типа ZF (в соотв. с директивой EC 70/311/ЕЭС) и представляет собой двухконтурную установку с гидроусилителем, которая воздействует на механически соединённые между собой мосты 1-5. При движении по дороге мосты 6-9 управляются электрогидравлической системой, причём при скорости движения более 30 км/час мосты 6 и 7 блокируются в положении «движение прямо». Мосты 8 и 9 управляются в «активном» режиме до скорости 60 км/час, а выше выставляются в режим «движение прямо». Максимальная скорость передвижения составляет 75 км/ч.
Все колёса шасси имеют две системы торможения: пневматическую двухконтурную с дисковыми тормозами и систему моторного тормоза типа ZBS с клапанами свободного выпуска. Тормозная система — дисковая типа Telma, использующая вихревые токи, а на коробке передач установлен замедлитель. Дополнительно имеется ручной тормоз: пружинный энергоаккумулятор с воздействием на все колёса мостов — с третий по восьмой.

### Поворотная часть
Поворотная рама представляет собой пространственную крутильно-жёсткую конструкцию из высокопрочной мелкозернистой конструкционной стали с трёхрядным роликовым опорно-поворотным устройством. Для поворота используются два механизма, которые состоят из гидромотора, планетарного редуктора, малого зубчатого колеса механизма поворота и подпружиненного стопорного тормоза. На конце поворотной рамы крепится противовес, уравновешивающий кран во время работы. Кроме того, на ней устанавливается рабочая стрела, кабина управления, а также исполнительные механизмы крана и привод крана.

#### Стреловое оборудование и механизмы
Стреловое оборудование состоит из основной (рабочей) восьмисекционной выдвижной телескопической стрелы. Секции выдвигаются по отдельности. В стреле используются секции длиной 6 м и 10 м. Максимальный угол подъёма стрелы составляет 86°.
Возможна комплектация стрелами двух исполнений:
- Головная часть стрелы типа Т3 и переходником массой 363 т длиной от 19,9 м до 55 м[3].
- Головная часть стрелы типа Т7 массой 213 т длиной от 18,3 м до 100 м[3].

Стреловая подвеска относится к типу жёстких подвесок: стрела удерживается при помощи двух дифференциальных цилиндров. В качестве защиты применяется предохранительный обратный клапан.
В качестве базового подъёмного механизма (выдвижения стрелы) применён аксиально-поршневой регулируемый гидромотор. Конструкция барабана грузовой лебёдки предусматривает наличие планетарного редуктора и автоматического многодискового тормоза.

##### Дополнительное оборудование
В базовой комплектации грузоподъёмность крана модели «LTM 11 200-9.1» составляет 363,2 т, однако с помощью специального дополнительного оборудования, она может быть увеличена до максимального значения 1200 т — на вылете стрелы 2,5 м. На максимальной высоте подъёма (180 м) грузоподъёмность крана составляет 1,3 т.
В состав дополнительного оборудования входит:
- Специальная оттяжка типа Y, состоящая из мачты расчала и двух грузовых лебёдок. В рабочем положении устанавливается на высоте четвёртой или восьмой секций (55 м или 100 м) рабочей стрелы, а в транспортном положении — складывается[3].
- Решётчатые гуськи для удлинения рабочей стрелы — двух типов: управляемый — длиной от 24 м до 126 м, либо неподвижный — длиной от 6,5 м до 60,5 м. Привод гуськов — гидравлический, рабочий диапазон — от 0° до 60°[3].
- Эксцентрик типа E — удлинитель для стрелы длиной 6 м[3].

Дополнительно поставляемое стреловое оборудование оснащается соответствующими подъёмными механизмами. В составе конструкции механизмом имеется аксиально-поршевой регулирующий двигатель и лебёдки различной конструкции:
- Канатная лебёдка (пр-ва Liebherr). В составе конструкции имеет встроенный планетарный редуктор и стопорный подпружиненный тормоз[3].
- Канатная лебёдка (пр-ва Liebherr) с полиспастом. Предназначена для перемещения управляемого гуська. В составе конструкции имеет встроенный планетарный редуктор и стопорный подпружиненный тормоз[3].

#### Привод
Основной приводной двигатель — дизельный 6 цилиндровый типа D936L A6 с жидкостным охлаждением, имеющий мощность 367 л.с. при 1800 об/мин (270 кВт) с максимальным крутящим моментом 1720 Н·м при 1300 об/мин. Двигатель имеет электронную систему управления, построенную по шинной архитектуре. Двигатель имеет собственный топливный бак объёмом 300 л.
Привод гидронасосов крана осуществляется от отдельного дизель-гидравлического двигателя. Привод обладает регулировкой мощности, в составе конструкции — аксиально-поршневые регулирующие насосы с сервоуправлением. В замкнутом контуре работает при подъёме груза, повороте крана и при монтаже гуськов-удлинителей, а в открытом контуре — на операции «подъём-опускание» и на телескопирование стрелы.

#### Противовес
Главный противовес массой 202 т состоит из основной плиты (22 т), 16 плит по 10 т и четырёх плит по 5 т. Дополнительно может быть установлено балластировочное устройство на гидравлическом приводе.

#### Электрооборудование
Все системы управления питаются от сдвоенных аккумуляторов напряжение питания 24 В постоянного тока ёмкостью 170 А·час (для шасси) и 143 А·час (для привода крана). Системы управления выполнены с использованием электронных компонентов.

#### Управление
Управление механизмами крана производится из кабины управления, которая выполнена из волокнистого композиционного материала с возможностью регулировки при помощи гидравлики по высоте и под углом. В кабине управления установлена электронная система управления с оборудованием типа LICCON. Система управления состоит из двух командо-контроллеров с отклонением по всем четырём направлениям с вибрирующим индикатором движения. Для операции телескопирования применяется педальный переключатель. Управление всеми движениями машины — бесступенчатое.

#### Устройства безопасности
Система безопасности крана включает ограничитель грузоподъёмности типа LICCON, тест-систему проверки работоспособности, концевой выключатель подъёма груза. Для защита от разрыва гидроприводов применяются предохранительные и запорные гидроклапаны.

## Сборка и перевозка
Для уменьшения транспортных габаритов, рабочая стрела крана и лебёдки демонтируются и перевозятся отдельно от шасси самоходного крана. Для удобства монтажа и демонтажа, стрела снабжена четырьмя специальными гидравлическими цилиндрами, при помощи которых обеспечивается её самостоятельная установка без помощи дополнительных грузоподъёмных машин — с седельного тягача на крепления поворотной части шасси крана. Процесс демонтажа происходит в обратном порядке.
Транспортировка стрелы осуществляется многоосным седельным тягачом с использованием специальных транспортных стоек, тип которых зависит от типа и оснащения перевозимой стрелы, а соответственно и нагрузки на транспортное средство. Шасси самоходного крана передвигается самостоятельно.
Башенная кабина в рабочем положении находится за габаритом, поэтому при переходе в ездовой режим кабина при помощи гидравлического привода прячется за противовес, тем самым не нарушая габаритов ширины.

## Происшествия
В апреле 2010 года в Хенникендорфе, городе на севере Германии, при монтаже ротора ветродвигателя из-за резкого порыва ветра, произошло обрушение рабочей стрелы с гуськом. По информации местных информационных служб, кран предназначался и был куплен для возведения ветродвигателей. Из-за неожиданного и резкого порыва ветра, ротор ветрогенератора рванулся и потянул за собой стрелу с гуськом, которая зацепила кабину — в результате произошло обрушение на землю, однако сам кран остался на ходу. В результате происшествия никто не пострадал.